# Mai 2023
Portal Geschichte | Portal Biografien | Aktuelle Ereignisse | Jahreskalender | Tagesartikel

◄ |
20. Jahrhundert |
21. Jahrhundert

◄ |
1990er |
2000er |
2010er |
2020er
| 2030er | 2040er

◄ |
2019 |
2020 |
2021 |
2022 |
2023
| 2024 | 2025 | 2026 | 2027 | ►

◄ |
Februar 2023 |
März 2023 |
April 2023 |
Mai 2023 |
Juni 2023 |
Juli 2023 |
August 2023 |
►
Dieser Artikel behandelt tagesbezogene Nachrichten und Ereignisse im Mai 2023.

## Tagesgeschehen

### Montag, 1. Mai 2023
- Berlin/Deutschland: Als dauerhaft konzipiertes Nachfolgeangebot des 9-Euro-Tickets von 2022 wird das Deutschlandticket eingeführt.
- Sheffield/Vereinigtes Königreich: Mit dem Abschluss der Snooker-WM endet die Saison 2022/23 der World Snooker Tour.
- Tübingen/Deutschland: Oberbürgermeister Boris Palmer erklärt seinen Austritt aus der Partei Bündnis 90/Die Grünen und einen vorübergehenden Verzicht auf die Amtsführung.[1]

### Freitag, 5. Mai 2023
- Genf/Schweiz: Die WHO hebt die gesundheitliche Notlage internationaler Tragweite in Bezug auf die COVID-19-Pandemie auf.

### Samstag, 6. Mai 2023
- Fossacesia/Italien: Beginn des Giro d’Italia 2023 (bis 28. Mai)
- London/Vereinigtes Königreich: In der Westminster Abbey wird Charles III. zum König gekrönt.
- Stuttgart/Deutschland: Das Kuratorium Nationalerbe-Baum der Deutschen Dendrologischen Gesellschaft zeichnet eine Ahornblättrige Platane im Exotischen Garten der Hohenheimer Gärten zum Nationalerbe-Baum aus.[2]

### Sonntag, 7. Mai 2023
- Bratislava/Slowakei: Nach der Auflösung der konservativen Regierung Heger kündigt die slowakische Präsidentin Zuzana Čaputová die Bildung einer parteipolitisch neutralen Expertenregierung an.
- Kairo/Ägypten: Die Arabische Liga nimmt nach zwölfjähriger Suspendierung Syrien als Mitglied wieder auf.
- Lüdenscheid/Deutschland: Die zur Bundesautobahn 45 gehörende Talbrücke Rahmede wird wegen irreparabler Schäden gesprengt.[3]
- Santiago de Chile/Chile: Wahl zum Verfassungsrat

### Dienstag, 9. Mai 2023
- Brienz/Brinzauls/Schweiz: Das Schweizer Bergdorf Brienz/Brinzauls wird wegen eines drohenden Bergsturzes evakuiert.
- Gaza/Palästina: Beginn israelischer Luftangriffe auf den Gazastreifen
- Islamabad/Pakistan: Nach der Verhaftung des ehemaligen Premierministers Imran Khan kommt es in  mehreren Städten Pakistans zu Ausschreitungen.
- Liverpool/Vereinigtes Königreich: Beginn des 67. Eurovision Song Contests (bis 13. Mai)
- New York/Vereinigte Staaten: Der ehemalige US-Präsident Donald Trump wird in einem Zivilprozess wegen sexuellen Missbrauchs und Verleumdung der Journalistin E. Jean Carroll zu fünf Millionen US-Dollar Schadensersatz verurteilt.

### Donnerstag, 11. Mai 2023

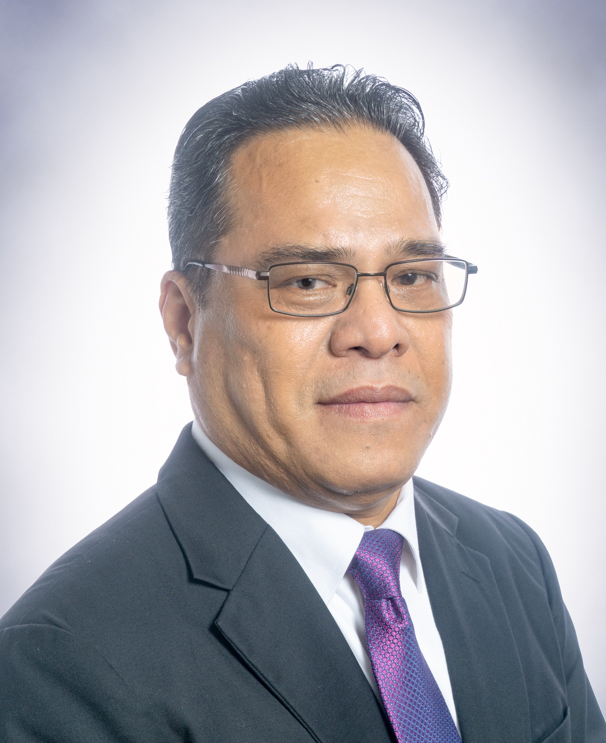
Wesley Simina

- Frankfurt am Main/Deutschland: Nach seiner Wahl am 26. März wird Mike Josef (SPD) nach der Abwahl von Peter Feldmann im November 2022 in das Amt des Oberbürgermeisters der Stadt Frankfurt am Main eingeführt. Die Interimstätigkeit von Nargess Eskandari-Grünberg endet damit.
- Palikir/Mikronesien: Bei den Präsidentschaftswahlen wird Wesley Simina zum neuen Staatsoberhaupt bestimmt.

### Freitag, 12. Mai 2023
- Berlin/Deutschland: Verleihung des Deutschen Filmpreises[4]
- Tampere/Finnland und Riga/Lettland: Beginn der Eishockey-Weltmeisterschaft der Herren (bis 28. Mai)

### Samstag, 13. Mai 2023
- Liverpool/Vereinigtes Königreich: Die Sängerin Loreen gewinnt mit ihrem Song Tattoo für Schweden den 67. Eurovision Song Contest. Nach 2012 kann sie den Wettbewerb zum zweiten Mal für sich entscheiden.
- Nouakchott/Mauretanien: 1. Runde der Parlamentswahl

### Sonntag, 14. Mai 2023
- Aachen/Deutschland: Dem ukrainischen Volk und Präsident Wolodymyr Selenskyj wird in Aachen der Karlspreis verliehen.
- Ankara/Türkei: Da bei der Präsidentschaftswahl in der Türkei keiner der Kandidaten die absolute Mehrheit erreicht, kommt es am 28. Mai zu einer Stichwahl zwischen  Recep Tayyip Erdoğan und Kemal Kılıçdaroğlu. Gleichzeitig finden Parlamentswahlen statt.
- Bangkok/Thailand: Parlamentswahl[5]
- Bremen/Deutschland: Aus der Bürgerschaftswahl in Bremen geht die SPD von Bürgermeister Andreas Bovenschulte als stärkste Partei hervor.
- Kiel/Deutschland: Kommunalwahlen
- Málaga/Spanien: Als erster deutscher Verein gewinnen die Telekom Baskets Bonn die Basketball Champions League 2022/23.[6]

### Montag, 15. Mai 2023

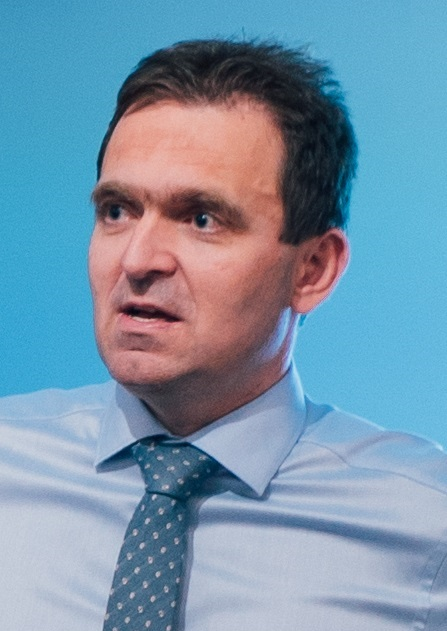
Ľudovít Ódor

- Bratislava/Slowakei: Ľudovít Ódor wird als Ministerpräsident vereidigt.
- Melbourne/Australien: Das Goldbergbauunternehmen Newcrest Mining nimmt ein Übernahmeangebot von Newmont Mining im Wert von 17,8 Milliarden US-Dollar an.
- Sittwe/Myanmar: Durch den Zyklon Mocha, der am Vortag im Grenzbereich zu Bangladesch auf Land traf, sind in Myanmar mehrere hundert Menschen, vor allem Angehörige der Rohingya, ums Leben gekommen. Die Stadt Sittwe wird weitestgehend zerstört.

### Dienstag, 16. Mai 2023
- London/Vereinigtes Königreich: Die Zahl der Hinrichtungen weltweit erreicht nach einem Bericht von Amnesty International 2022 den höchsten Wert seit fünf Jahren.
- München/Deutschland: Der in den Abgasskandal verwickelte ehemalige Audi-Chef, Rupert Stadler, hat vor der Staatsanwaltschaft München II ein Geständnis abgelegt und dabei Fehlverhalten eingeräumt.

### Mittwoch, 17. Mai 2023
- Berlin/Deutschland: Bundeswirtschaftsminister Robert Habeck versetzt Staatssekretär Patrick Graichen wegen des Vorwurfs der Vetternwirtschaft in den einstweiligen Ruhestand.

### Donnerstag, 18. Mai 2023
- Köln/Deutschland: Im Finale des DFB-Pokals der Frauen, das über 44.000 Zuschauern im Rheinenergiestadion verfolgen, gewinnt der VfL Wolfsburg mit 4:1 gegen den SC Freiburg. Für die Wolfsburgerinnen ist es der insgesamt zehnte Pokalsieg und zudem der neunte in Folge.

### Samstag, 20. Mai 2023
- Venedig/Italien: Beginn der 18. Auflage der Architekturbiennale Venedig (bis 26. November)

### Sonntag, 21. Mai 2023
- Athen/Griechenland: Parlamentswahl
- Dili/Osttimor: Parlamentswahl
- Kennedy Space Center/Vereinigte Staaten: Der vom Unternehmen Axiom Space betriebene Raumflug Axiom Mission 2 startet zur ISS.

### Montag, 22. Mai 2023
- Belgorod/Russland: Mit dem Angriff auf die Oblast Belgorod kommt es im Rahmen des Russisch-Ukrainischen Kriegs zum bis dahin weitesten Vorstoß auf russischem Staatsgebiet.
- Port Moresby/Papua-Neuguinea: Papua-Neuguinea und die Vereinigten Staaten unterzeichnen einen Sicherheitspakt, der die Stationierung amerikanischer Truppen im Land vorsieht.[7]

### Mittwoch, 24. Mai 2023
- München/Deutschland: Die Generalstaatsanwaltschaft München leitet gegen sieben Mitglieder des Klimabündnisses Letzte Generation Ermittlungen wegen des Verdachts auf Bildung einer kriminellen Vereinigung ein.
- Ottawa/Kanada und Riad/Saudi-Arabien: Kanada und Saudi-Arabien vereinbaren die Wiederherstellung der vollen diplomatischen Beziehungen und die Ernennung neuer Botschafter – zum ersten Mal seit dem Abbruch der Beziehungen im Jahr 2018 wegen der Ermordung des Journalisten Jamal Khashoggi.[8]

### Donnerstag, 25. Mai 2023
- Berlin/Deutschland: Aufgrund hoher Inflation gerät die deutsche Wirtschaft zum ersten Mal seit der COVID-19-Pandemie in eine Rezession.[9]
- Minsk/Belarus: Russland und Belarus unterzeichnen ein Abkommen, das die Stationierung russischer taktischer Atomwaffen auf belarussischem Hoheitsgebiet erlaubt.[10]

### Freitag, 26. Mai 2023
- Berlin/Deutschland: Der Bundestag stimmt mehrheitlich einer Verlängerung des Mali-Einsatzes der Bundeswehr im Rahmen der UN-Friedensmission MINUSMA bis zum 31. Dezember 2024 zu.[11]

### Samstag, 27. Mai 2023
- Nouakchott/Mauretanien: 2. Runde der Parlamentswahl

### Sonntag, 28. Mai 2023
- Ankara/Türkei: Amtsinhaber Recep Tayyip Erdoğan setzt sich bei der Präsidentschaftswahl in der Türkei in einer Stichwahl gegen den Oppositionskandidaten Kemal Kılıçdaroğlu durch.
- Madrid/Spanien: Kommunal- und Regionalwahlen[12]
- Mogadischu/Somalia: Die somalische Zentralregierung und Vertreter der Bundesstaaten unterzeichnen ein Abkommen zur Einführung des direkten und allgemeinen Wahlrechts sowie eines Präsidialsystems, das ab 2024 angewandt werden soll; zugleich soll das Amt des Regierungschefs abgeschafft werden.[13]
- Neu-Delhi/Indien: Der indische Premierminister Narendra Modi weiht das neue Parlamentsgebäude ein; die Opposition bleibt der Zeremonie aus Protest weitgehend fern.
- Paris/Frankreich: Beginn der French Open (bis 11. Juni)
- Rom/Italien: Ende des Giro d’Italia 2023
- Tampere/Finnland: Im Endspiel der Eishockey-Weltmeisterschaft der Herren besiegt Kanada die deutsche Auswahl mit 5:2 und gewinnt so seinen 28. WM-Titel.

### Montag, 29. Mai 2023
- Abuja/Nigeria: Der neue Präsident Bola Ahmed Tinubu wird vereidigt.
- Kampala/Uganda: Präsident Yoweri Museveni unterzeichnet ein Gesetz, das homosexuelle Handlungen mit Freiheitsstrafen ahndet und in „schweren Fällen“ die Todesstrafe vorsieht.

### Dienstag, 30. Mai 2023
- Amsterdam/Niederlande: Senatswahl
- Kosmodrom Jiuquan/Volksrepublik China: Start der Mission Shenzhou 16 zur Chinesischen Raumstation

### Mittwoch, 31. Mai 2023
- Budapest/Ungarn: In der Puskás Aréna findet das Endspiel der UEFA Europa League statt. Rekordtitelträger FC Sevilla gewinnt durch ein 4:1 i. E. gegen AS Rom zum siebten Mal den Wettbewerb.
- Dresden/Deutschland: Im Dresdner Linksextremismusprozess verhängt das Oberlandesgericht Dresden gegen die Angeklagten wegen Gründung bzw. Unterstützung einer kriminellen Vereinigung und mehrfacher gefährlicher Körperverletzung mehrjährige Haftstrafen.
- Riga/Lettland: Präsidentschaftswahl in Lettland 2023